# 동로마 원로원

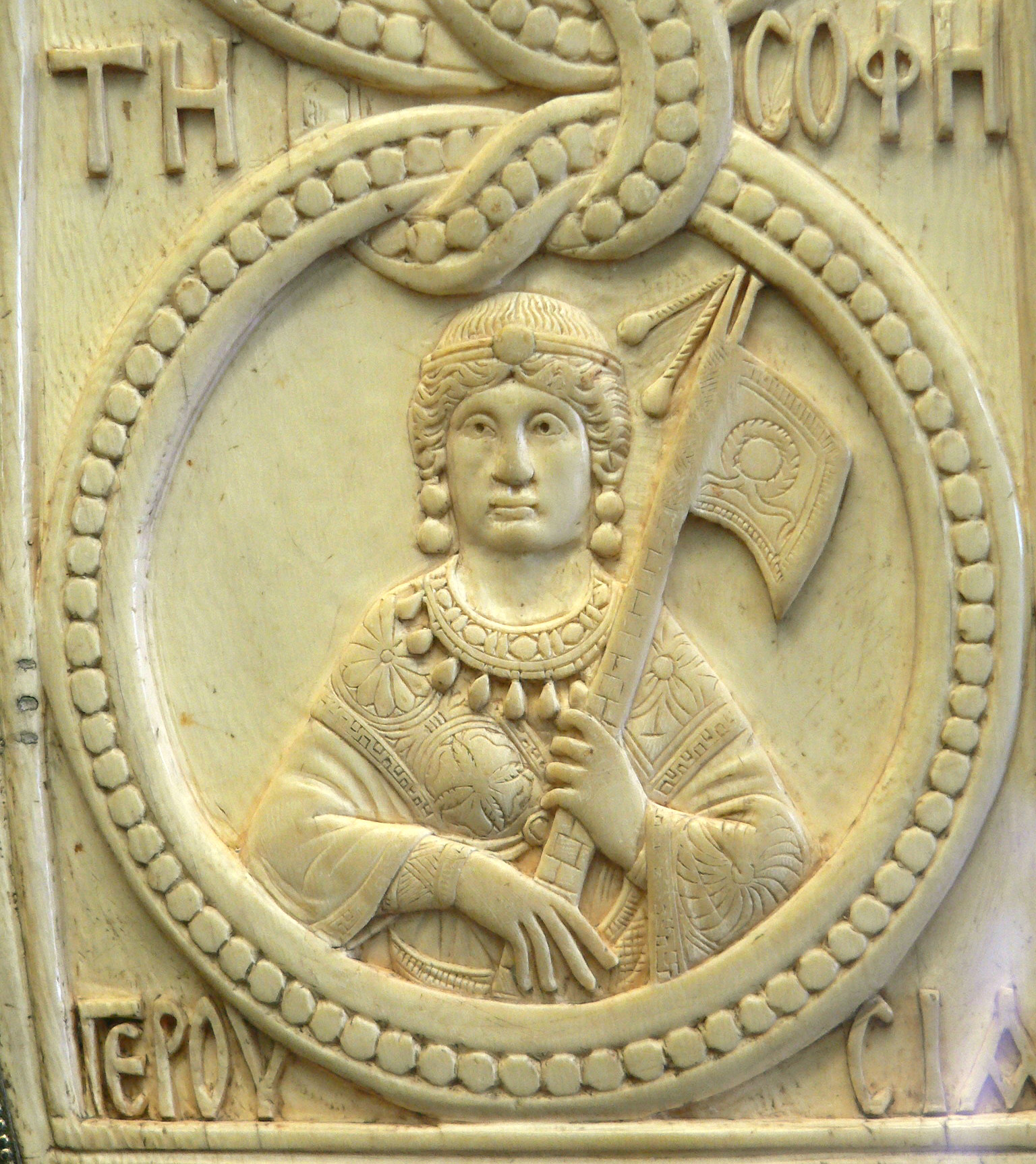
동로마 원로원을 의인화한 동로마 제국 시대의 부조

동로마 원로원(고대 그리스어: Σύγκλητος)는 동로마 제국의 원로원으로, 로마 원로원의 후신이다. 4세기에 콘스탄티누스 1세에 의해 성립되었으며, 이후 몇 세기를 지속하였으나 실질적인 권력은 거의 없었다. 원로원은 14세기에 완전히 폐지될 때까지 일종의 명예직으로만 기능했다.
동로마 원로원은 초기에 로마 제국의 동쪽에 살았던 의원들이나 콘스탄티노폴리스로 이주한 의원들, 의원으로 지명된 약간의 공직자로 구성되었다. 콘스탄티누스 1세가 로마에서 콘스탄티노폴리스로 천도했을 때, 그와 함께 가는 모든 의원들에게는 땅과 재산(작물)들을 나누어 주겠다고 약속했고, 이로 인해 상당수의 로마 의원들이 동쪽으로 거주지를 옮겼다. 콘스탄티누스 1세가 처음으로 원로원을 개회했을 때에는 로마의 원로원이라기보다는 안티오케이아 지방의회 느낌이 강했다. 그의 아들인 콘스탄티누스 2세가 동로마 원로원을 지방 의회에서 제국 의회로 격상시켰으나, 동로마 원로원은 여전히 로마의 옛 원로원과 마찬가지로 실질적인 권력은 쥐지 못했다. 콘스탄티누스 2세는 그의 신하들, 동료들, 다양한 관료들에게 원로원 의원직을 수여하며 거의 2,000여 명으로 정원을 늘렸다. 이후 동로마 원로원은 일종의 명예직으로 기능하며 황제의 명을 수행하는 조직으로 여겨졌으며, 10세기 이후 들어서는 거의 재상들의 모임으로 전락하였다. 14세기 중반에 동로마 제국이 크게 무너지자, 원로원도 이 때 완전히 역사 속으로 사라졌다.  